# أبو بريص مونيتو
أبو بريص مونيتو (الاسم العلمي: Sphaerodactylus micropithecus) هي سحلية، من نوع أبو بريص مستوطن في جزيرة مونيتو، في أرخبيل بورتوريكو.
يتواجد أبو بريص مونيتو في موقعين على جزيرة مونيتو، هذه المناطق هي على طول الطرف الشمالي الغربي للجزيرة فوق كهف بحري، وفي منطقة على طول الحافة الشمالية الشرقية على مقربة من كاستل روك، وتبلغ مساحتها حوالي 0.15 كيلومتر مربع. تم اكتشاف هذا النوع في مايو 1974 عندما تم جمع سحلية واحدة بالغة وبيضة واحدة من هذه الجزيرة.
يعتقد أن السبب من وراء ندرة هذه السحلية قد يكون بسبب إدخال الجرذان لجزيرة مونيتو ومن تدمير الموائل عن طريق ممارسات قصف للبحرية الأمريكية بعد الحرب العالمية الثانية. في عام 1982، تم إجراء مسح لتحديد النطاق السكني وحجم هذا النوع من السحالي. تم مراقبة مجموعة من 18 فردا. لهذه الأسباب وضعت الأنواع في قائمة الأنواع المهددة بالانقراض في 15 أكتوبر 1982 من قبل الولايات المتحدة للأسماك والحياة البرية. تم القضاء على الجرذان السوداء (التي قدمت إلى الجزيرة عن طريق السفن) بواسطة إدارة البيئة والموارد الطبيعية في بورتوريكو في عامي 1992 و 1999. تكاثر عدد مجموعة أبو بريص منذ إزالة الجرذان، وازدهرت حياتها على الجزيرة، لذلك تم اقتراح حذفها في عام 2018 من قائمة الأنواع المهددة بالانقراض.
عندما تم وصفه لأول مرة، كان يعتقد أن أبو بريص مونيتو قريب من ابو بريص منى القزم (الاسم العلمي: Sphaerodactylus monensis)، وهو مستوطن في جزيرة منى الواقعة تقريبًا 5 كم جنوب شرق جزيرة مونيتو، أو قريب من نوع Desecheo Sphaerodactylus levinsi) المستوطنة في جزيرة Desecheo . أثبتت الدراسات اللاحقة أن أبو بريص مونيتو قريب بشكل كثير من نوع S. macrolepis ، وهو نوع شائع في جميع أنحاء ضفاف بورتوريكو.
المعلومات البيولوجية المتعلقة بهذا النوع من السحالي هي محدودة بسبب ندرة نوعه. لون أبو بريص مونيتو هو رمادي فاتح مع وجود بقع داكنة في الجهة العليوية من الجسم. الحد الأقصى لطول هذا النوع هو 36 مم من الخطم للمذرق. المعلومات عن نظام حمية أبو بريص مونيتو غير متاحة حاليًا، لكن يُعتقد أنه، على غرار باقي أنواع أبو بريص الأخرى، آكل حشرات و/أو آكل لحوم. المعلومات حول تكاثره محدودة أيضًا ولكن يُقدر أن موسم التكاثر هو بين مارس حتى نوفمبر. ويعتقد أن الإناث تضع بيضة واحدة أو اثنتين وتتفقس بعد 2 - 3 أشهر. خلافا لغالبية أنواع أبو بريص الأخرى، هذا النوع يعتبر نهاري.